# Клинга, Ласло
Ласло Клинга (венг. Klinga László); 9 июля 1947, село Мозоншентпетер (ныне входит в состав города Яношшоморья), Дьёр-Мошон-Шопрон, Венгрия — венгерский борец вольного стиля, бронзовый призёр Олимпийских игр, двукратный вице-чемпион Европы, четырёхкратный чемпион Венгрии (1968, 1970, 1971, 1972) 

## Биография
Родился в 1947 году. Начал заниматься греко-римской борьбой в подростковом возрасте в своём родном городе. В 1965 году пошёл в армию, там продолжил занятия в клубе «Гонвед». В 1968 году перешёл по совету Кароя Карпати в вольную борьбу, и начал быстро прогрессировать. В 1968 году стал чемпионом Венгрии. В 1969 году выступил на чемпионате Европы, где был восьмым, в 1970 году снова выступил на чемпионате Европы, и занял пятое место, а на чемпионате мира того же года был шестым. В 1971 году на чемпионате мира был лишь двенадцатым. В 1972 году стал четвёртым на чемпионате мира.
В 1972 году на Олимпийских играх выступал в соревнованиях по вольной борьбе в легчайшем весе, и сумел завоевать бронзовую медаль Олимпийских игр.
См. таблицу турнира.
В 1973 году завоевал серебряную медаль чемпионата Европы. В 1974 году был пятым на чемпионате мира, и в этом же году перешёл в клуб «Ференцварош».
В 1975 году занял четвёртое место на чемпионате Европы, а в 1976 году во второй раз стал вице-чемпионом Европы.
На Олимпийских играх 1976 года выступал в соревнованиях по вольной борьбе в легчайшем весе, и проиграв в двух встречах из трёх, из турнира выбыл.
См. таблицу турнира.
В 1978 году оставил карьеру. Уже с 1976 года начал тренерскую работу. С 1978 по 1982 год был главным тренером сборной Венгрии по вольной борьбе, затем оставил свой пост из-за конфликта с Чабой Хегедюшем, на тот момент президентом Федерации борьбе Венгрии . Затем работал в клубах Budapesti Vasutas Sport Club (1983—1985) и Ferencvárosi TC (1986—1990). В 1990 году получил предложение Федерации борьбы Швеции, и в течение шести с половиной лет был тренером шведской сборной.  
Окончил факультет физического воспитания в 1981 году. В Будапеште в 2016 году открыта борцовская школа имени Ласло Клинги., на логотипе которой изображён кот в борцовском трико (по прозвищу Ласло Клинги) 